# Liste der Biografien/Bae
Liste der Biografien |
Portal Biografien |
Personensuche
# |
A |
B |
C |
D |
E |
F |
G |
H |
I |
J |
K |
L |
M |
N |
O |
P |
Q |
R |
S |
T |
U |
V |
W |
X |
Y |
Z |
?
 
Ba |
Be |
Bd |
Bg |
Bh |
Bi |
Bj |
Bl |
Bm |
Bn |
Bo |
Br |
Bs |
Bu |
Bw |
By |
Bz
 
Baa |
Bab |
Bac |
Bad |
Bae |
Baf |
Bag |
Bah |
Bai |
Baj |
Bak |
Bal |
Bam |
Ban |
Bao |
Bap |
Baq |
Bar |
Bas |
Bat |
Bau |
Bav |
Baw |
Bax–Baz
Die Liste der Biografien führt alle Personen auf, die in der deutschsprachigen Wikipedia einen Artikel haben. Dieses ist eine Teilliste mit 422 Einträgen von Personen, deren Namen mit den Buchstaben „Bae“ beginnt.

## Bae
- Bae, Bien-U (* 1950), südkoreanischer Fotograf
- Bae, Chan-mi (* 1991), südkoreanische Weit- und Dreispringerin
- Bae, Constantine Ki Hyen (* 1953), südkoreanischer Geistlicher, emeritierter römisch-katholischer Bischof von Masan
- Bae, Da-bin (* 1993), südkoreanische Schauspielerin
- Bae, Doona (* 1979), südkoreanische SchauspielerinBae Doona (* 1979)

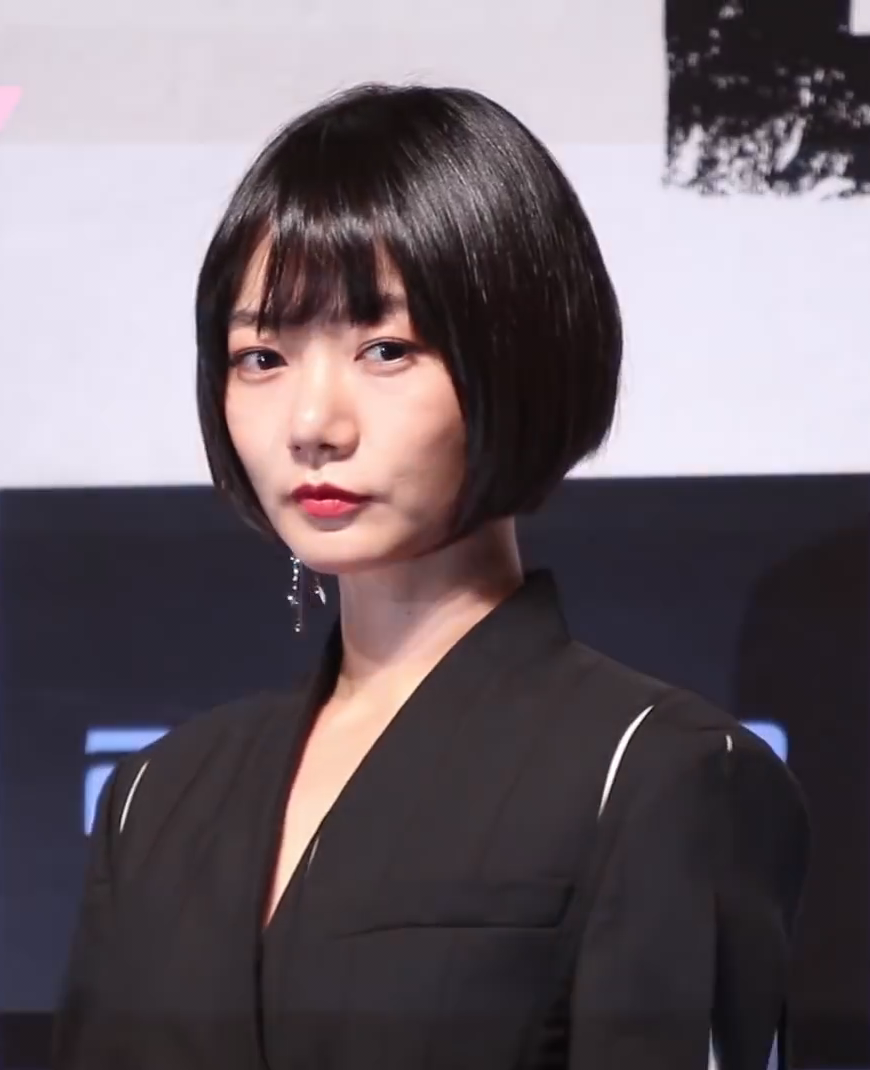
Bae Doona (* 1979)

- Bae, Gi-tae (* 1965), südkoreanischer Eisschnellläufer
- Bae, Hyun-jin (* 1983), südkoreanische Politikerin
- Bae, Jenny (* 1980), südkoreanische Violinistin
- Bae, Jeong-min (* 2001), südkoreanischer Fußballspieler
- Bae, Nu-ri (* 1993), südkoreanische Schauspielerin
- Bae, Seong-woo (* 1972), südkoreanischer Schauspieler
- Bae, Seung-hee (* 1983), südkoreanische Badmintonspielerin
- Bae, Sin-young (* 1992), südkoreanischer Fußballspieler
- Bae, Su-ah (* 1965), südkoreanische Schriftstellerin
- Bae, Suzy (* 1994), südkoreanische Sängerin und Schauspielerin
- Bae, Ye-bin (* 2004), südkoreanische Fußballspielerin
- Bae, Yeon-ju (* 1990), südkoreanische Badmintonspielerin
- Bae, Yong-joon (* 1972), südkoreanischer SchauspielerBae Yong-joon (* 1972)

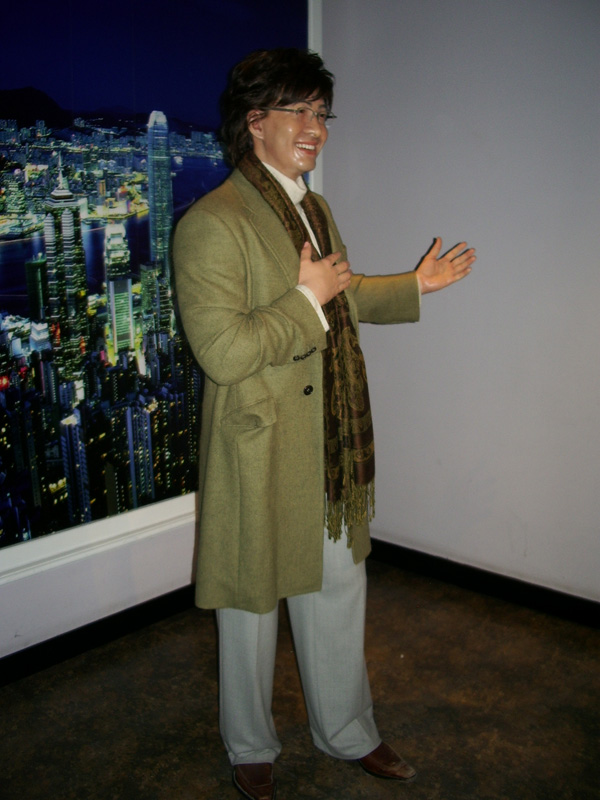
Bae Yong-joon (* 1972)

- Bae, Yung (* 1994), US-amerikanischer Elektronikmusiker

### Baeb
- Baebi, Kurt (* 1943), Schweizer Keyboarder, Pianist und Komponist
- Baebius Atticus, Gaius, römischer Offizier (Kaiserzeit)
- Baebius Diomedes, antiker römischer Toreut
- Baebius Dives, Lucius († 189 v. Chr.), römischer Prätor 189 v. Chr.
- Baebius Herennius, Quintus, römischer Volkstribun 216 v. Chr.
- Baebius Honoratus, Lucius, römischer Suffektkonsul (ca. 85)
- Baebius Italicus, Publius, römischer Suffektkonsul 90
- Baebius Macer, Quintus, römischer Suffektkonsul (103)
- Baebius Massa, römischer Politiker, wegen Bereicherung verurteilt
- Baebius Regillus, Aulus, römischer Offizier (Kaiserzeit)
- Baebius Sulca, Quintus, römischer Prätor und Gesandter
- Baebius Tamphilus, Gnaeus, römischer Konsul 182 v. Chr.
- Baebius Tamphilus, Gnaeus, römischer Stadtprätor (168 v. Chr.)
- Baebius Tamphilus, Marcus, Politiker der römischen Republik
- Baebius Tamphilus, Quintus, römischer Beamter, Mitglied einer nach Karthago gesandten Delegation
- Baebius Tullus, Lucius, Suffektkonsul 95
- Baebius, Aulus, römischer Militärführer
- Baebius, Aulus, römischer Ritter
- Baebius, Gaius, römischer Volkstribun 111 v. Chr.
- Baebius, Lucius, römischer Gesandter 169 v. Chr.
- Baebius, Quintus, römischer Volkstribun 200 v. Chr.

### Baec
- Baechi, Walter (1909–1989), Schweizer Anwalt, Gründer der Sterbehilfeorganisation Exit
- Baechle, Janina (* 1969), deutsche Opernsängerin der Stimmlage Mezzosopran
- Baechlé, Josef von (1868–1933), österreichischer Jurist und Politiker (CS), Landtagsabgeordneter
- Baechler, Alessia (* 2005), Schweizer Eishockeyspielerin
- Baechler, Christin (* 1964), Schweizer Schauspielerin
- Baechler, Donald (1956–2022), US-amerikanischer Künstler
- Baechler, Günther (* 1953), Schweizer Diplomat, Politologe und Maler
- Baechler, Nicolas (* 2003), Schweizer Eishockeyspieler
- Baechtold, Gilbert (1921–1996), Schweizer Politiker (SP)
- Baechtold, Jakob (1848–1897), Schweizer Literaturwissenschaftler
- Baeck, Cira (* 1984), belgische Westernreiterin
- Baeck, Elias (1679–1747), deutscher Maler, Kupferstecher und Kartograf
- Baeck, Jonas (* 1981), deutscher Schauspieler und Sprecher
- Baeck, Leo (1873–1956), Rabbiner und Vertreter des liberalen JudentumsLeo Baeck (1873–1956)

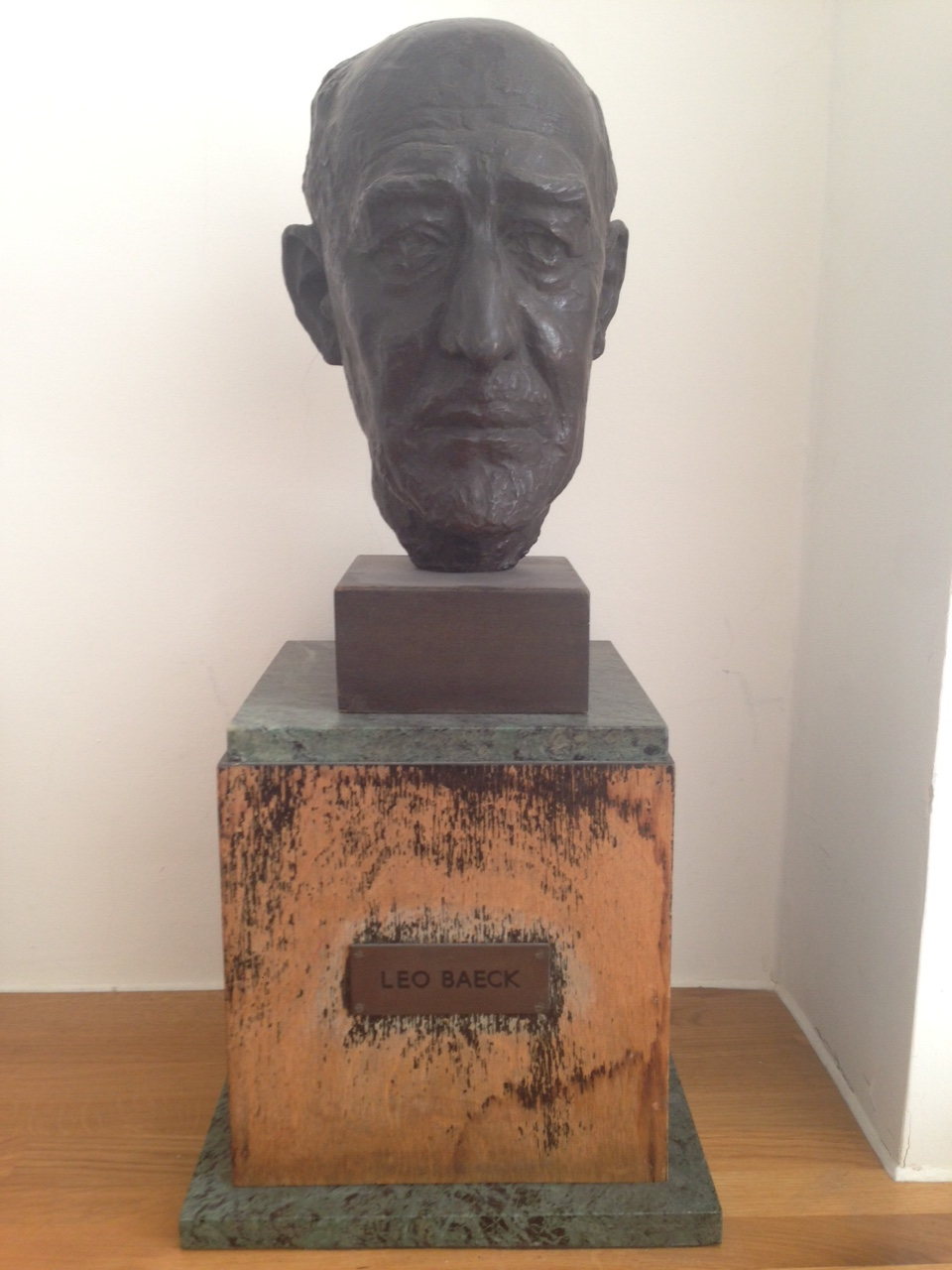
Leo Baeck (1873–1956)

- Baeck, Leon (* 1996), deutscher Basketballspieler
- Baeck, Samuel (1834–1912), Rabbiner und Historiker
- Baeck, Serries von, Domherr in Münster
- Baeck, Stephan (* 1965), deutscher Basketballtrainer und ehemaliger Basketballspieler
- Baecke, Marc (1956–2017), belgischer Fußballspieler
- Baecker, Dirk (* 1955), deutscher Soziologe, Vertreter der Systemtheorie
- Baecker, Heinz-Peter (1945–2015), deutscher Fotograf, Regisseur und Schriftsteller
- Baecker, Inge (1943–2021), deutsche Galeristin und Kuratorin
- Baecker, Marianne (1903–1954), deutsche Widerstandskämpferin
- Baecker, Otto (1898–1970), deutscher Kameramann
- Baecker, Paul (1874–1946), deutscher Journalist und Politiker (DNVP), MdR
- Baecker, Ralf (* 1977), deutscher Medienkünstler
- Baecker, Werner (1917–1993), deutscher Journalist
- Baecker, Werner (1928–2019), deutscher Architekt und Stadtplaner
- Bæckström, Arvid (1881–1964), schwedischer Kunsthistoriker

### Baed
- Ba’eda Mariam (1448–1478), Negus Negest (Kaiser) von Äthiopien (1468–1478)
- Ba’eda Mariam II., Negus Negest (Kaiser) von Äthiopien (1795)
- Ba’eda Mariam III., Negus Negest (Kaiser) von Äthiopien (1826)
- Baedeker, Adolph (1810–1906), deutscher Verleger und Buchhändler
- Baedeker, Alfred Wilhelm (1888–1937), deutscher Verlagsbuchhändler
- Baedeker, Diedrich (1680–1716), deutscher Buchdrucker und Verleger
- Baedeker, Diedrich Gottschalk (1850–1922), deutscher Verleger, Buchhändler und Redakteur
- Baedeker, Ernst (1833–1861), deutscher Verleger
- Baedeker, Eugen (1869–1940), deutsch-englischer Kaufmann und Konsul
- Baedeker, Friedrich Wilhelm (1823–1906), deutsch-englischer Evangelist, Erweckungsprediger und Missionar
- Baedeker, Friedrich Wilhelm Justus (1788–1865), deutscher Apotheker und Ornithologe
- Baedeker, Fritz (1844–1925), deutscher Verleger
- Baedeker, Gottschalk Diedrich (1778–1841), deutscher Verleger, Buchhändler und Kommunalpolitiker
- Baedeker, Hans (1874–1959), deutscher Verlagsbuchhändler
- Baedeker, Hans Jürgen (* 1941), deutscher Verwaltungsjurist und Staatssekretär
- Baedeker, Julius (1821–1898), deutscher Verleger, Buchhändler und Redakteur
- Baedeker, Julius Theodor (1814–1880), deutscher Verleger, Buchhändler und Redakteur
- Baedeker, Karl (1801–1859), deutscher VerlegerKarl Baedeker (1801–1859)

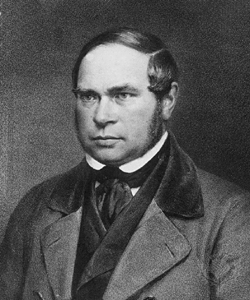
Karl Baedeker (1801–1859)

- Baedeker, Karl (1877–1914), deutscher Physiker und Hochschullehrer
- Baedeker, Karl junior (1837–1911), deutscher Verleger
- Baedeker, Marta (1889–1973), deutsche Verlagsbuchhändlerin, Stifterin
- Baedeker, Peer (1912–1999), deutscher Opernsänger (Tenor), Schriftsteller, Antiquar und Schauspieler
- Baedeker, Walther (1880–1959), deutscher Architekt
- Baedeker, Zacharias Gerhard Diederich (1750–1800), deutscher Verlagsbuchhändler
- Baeder, Joachim Christian Friedrich (1806–1868), deutscher Rechtsanwalt, Notar, Parlamentsabgeordneter und Verfasser von Mecklenburgica
- Baeder, John (* 1938), amerikanischer Fotograf und Maler

### Baef
- Baef, Theodoros (* 1977), griechischer Volleyball-Nationalspieler (Libero)

### Baeg
- Baege, Max Hermann (1875–1939), Pädagoge, Schulreformer und Hochschullehrer
- Baege, Paul (1876–1938), deutscher Lehrer, Autor und anhaltischer Heimatdichter
- Baeger, Waldemar (1920–1995), deutscher Schauspieler und Kabarettist
- Baegert, Derick, deutscher Maler
- Baegert, Jakob (1717–1772), deutscher Jesuit und Missionar
- Baegert, Jan, Maler

### Baeh
- Baehr, Antonia (* 1970), deutsche Choreografin und Performancekünstlerin
- Baehr, Barbara (* 1953), deutsche Entomologin, Arachnologin und Spinnensystematikerin
- Baehr, Colmar (1834–1894), Opernsänger
- Baehr, Dag (* 1965), deutscher Generalmajor des Heeres der Bundeswehr
- Baehr, Hans Dieter (1928–2014), deutscher Angewandter Mathematiker und Hochschullehrer
- Baehr, Johanna (* 1977), deutsche Ozeanografin
- Baehr, Kurt (1916–1984), deutscher Gewerkschafter und Mitglied des Bayerischen Senats
- Baehr, Nikolaus Albrecht von (1717–1797), königlich preußischer Generalmajor, zuletzt Chef des Füsilier-Bataillons Nr. 12
- Baehr, Patrick (* 1992), deutscher Schauspieler und Synchronsprecher
- Baehr, Paul (1855–1929), deutscher Schriftsteller und Kommunalpolitiker
- Baehr, Rüdiger von (1941–2012), deutscher Internist und Immunologe
- Baehr, Rudolf (1922–2010), deutscher Romanist
- Baehr, Ulrich (* 1938), deutscher Maler
- Baehr, Volker (1943–1981), deutscher Städteplaner und Kommunalpolitiker
- Baehre, Rolf (1928–2005), deutscher Bauingenieur und Professor für Stahlbau an der Universität Karlsruhe
- Bæhrendtz, Maj-Britt (1916–2018), schwedische Autorin und Hörfunkmoderatorin
- Baehrens, Emil (1848–1888), deutscher Klassischer Philologe
- Baehrens, Heike (* 1955), deutsche Religionspädagogin und Politikerin (SPD), MdB
- Baehrens, Wilhelm (1885–1929), deutscher Klassischer Philologe

### Baek
- Baek In-chul (* 1961), südkoreanischer Boxer
- Baek, Dae-ung (1943–2011), südkoreanischer Musikwissenschaftler
- Baek, Ha-na (* 2000), südkoreanische Badmintonspielerin
- Baek, Hee-na (* 1971), südkoreanische Illustratorin
- Baek, Ji-hoon (* 1985), südkoreanischer Fußballspieler
- Baek, Jin-hee (* 1990), südkoreanische Schauspielerin
- Baek, Jong-kwon (* 1971), südkoreanischer Boxer
- Baek, Seok (1912–1996), südkoreanischer Schriftsteller
- Baek, Seung-ho (* 1990), südkoreanischer Langstreckenläufer
- Baek, Seung-hyun (* 1995), südkoreanischer Fußballspieler
- Baek, Sung-dong (* 1991), koreanischer Fußballspieler
- Baek, Yoon-sik (* 1947), südkoreanischer Schauspieler
- Baekeland, Barbara Daly (1922–1972), US-amerikanisches Mordopfer
- Baekeland, Leo Hendrik (1863–1944), belgisch-US-amerikanischer Chemiker, Erfinder des BakeliteLeo Hendrik Baekeland (1863–1944)

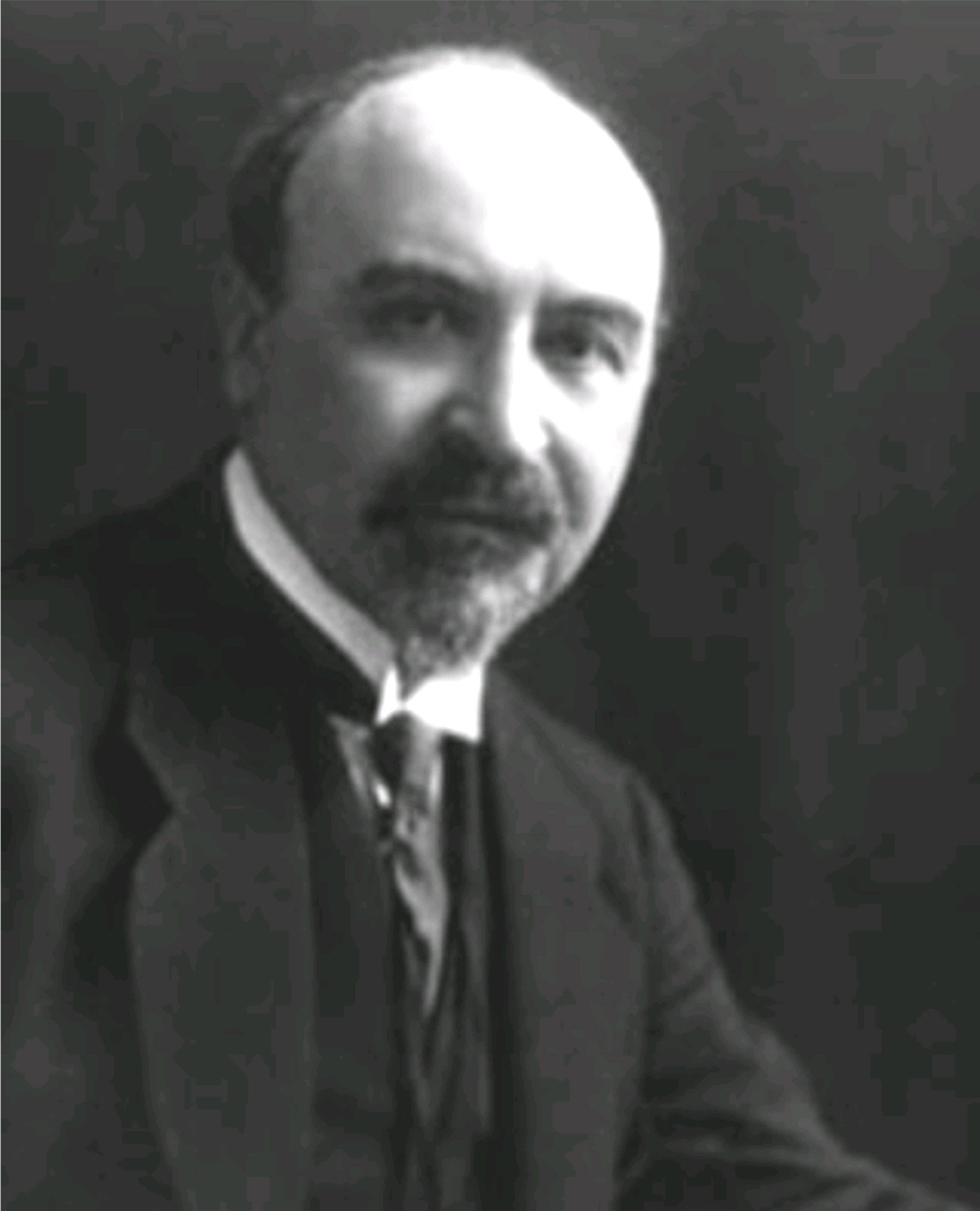
Leo Hendrik Baekeland (1863–1944)

- Baekelmans, Lode (1879–1965), belgischer Schriftsteller
- Baeker, Ernst (1866–1944), deutscher Komponist
- Bækhøj, Ole (* 1970), dänischer Kulturmanager
- Bækkegård, Daniel Lund (* 1996), dänischer Triathlet
- Bækkelund, Kjell (1930–2004), norwegischer Pianist

### Bael
- Baele, Etienne (1891–1975), belgischer General
- Baels, Mary Lilian (1916–2002), zweite Ehefrau des belgischen Königs Leopold III.
- Bælum, Thomas (* 1978), dänischer Fußballspieler

### Baen
- Baen, Jan de (* 1633), niederländischer Maler
- Baen, Jim (1943–2006), US-amerikanischer Herausgeber und Redakteur
- Baena Soares, João (1931–2023), brasilianischer Politiker und Diplomat
- Baena Tocón, Antonio Luis (1915–1998), spanischer Beamter und Offizier
- Baena, Álex (* 2001), spanischer FußballspielerÁlex Baena (* 2001)

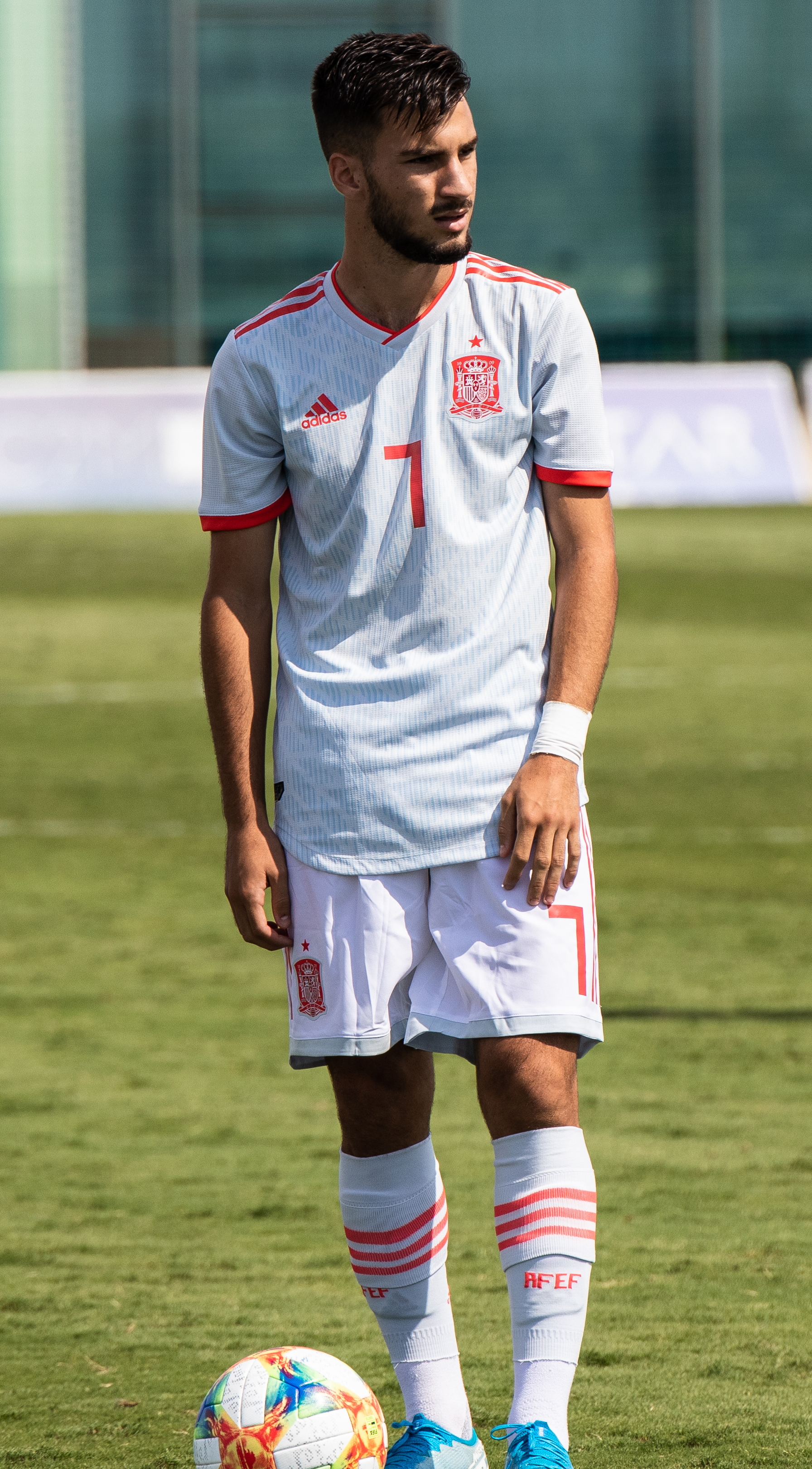
Álex Baena (* 2001)

- Baena, Bernardo (* 1990), venezolanischer Skilangläufer
- Baena, Cecilia (* 1986), kolumbianische Speedskaterin
- Baena, César (* 1986), venezolanischer Skilangläufer
- Baena, Javier (* 1968), argentinischer Fußballspieler
- Baena, Jeff (1977–2025), US-amerikanischer Filmregisseur und DrehbuchautorJeff Baena (1977–2025)

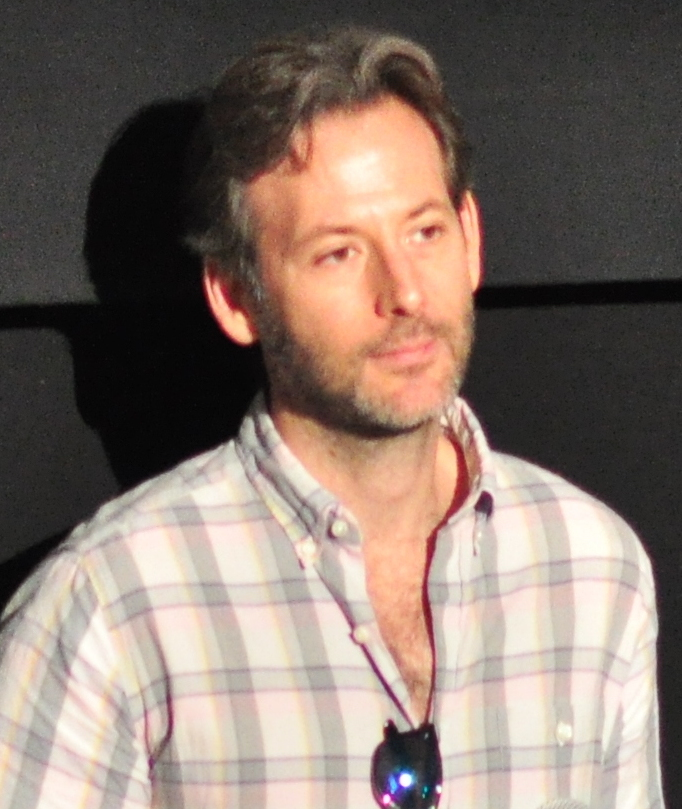
Jeff Baena (1977–2025)

- Baena, Juan Alfonso de († 1434), spanischer Autor und Liedersammler
- Baena, Rafael (* 1982), spanischer Handballspieler
- Baender, Hannelore (1919–1990), deutsche Politikerin (SED)
- Baender, Paul (1906–1985), deutscher Parteifunktionär (KPD, SED), Staatssekretär in der DDR
- Baens, Roger (1933–2020), belgischer Radrennfahrer
- Baensch, Emil (1857–1939), US-amerikanischer Politiker
- Baensch, Friedrich Robert Emanuel (1857–1928), deutscher Verleger
- Baensch, Hans A. (1941–2016), deutscher Buchautor, Verleger und Aquarianer
- Baensch, Otto (1825–1898), deutscher Bauingenieur und preußischer Baubeamter
- Baensch, Otto (1878–1936), deutscher Philosoph und Hochschullehrer
- Baensch, Ron (1939–2017), australischer Bahnradsportler
- Baensch, Willy (1893–1972), deutsch-amerikanischer Mediziner und Chirurg
- Baensch-Drugulin, Johannes (1858–1945), deutscher Schriftsetzerei- und Druckereibesitzer
- Baentsch, Lebrecht Ludwig († 1836), deutscher evangelischer Philologe
- Baentsch, Theodor Karl August (1861–1913), deutscher Beamter
- Baentsch, Wolfram (* 1939), deutscher Wirtschaftsjournalist
- Baenziger, Ralph (* 1940), Schweizer Architekt und Kurator

### Baer
- Baer Hill, Josette (* 1966), Schweizer Philosophin und Hochschullehrerin
- Baer, Abraham (1834–1894), deutscher Chasan
- Baer, Abraham Adolf (1834–1908), deutscher Mediziner und Sozialhygieniker
- Baer, Alexander (* 1975), deutscher Politiker (SPD), MdL NRW
- Baer, Bern von (1911–1981), deutscher Offizier in der Reichswehr, Wehrmacht und der BundeswehrBern von Baer (1911–1981)

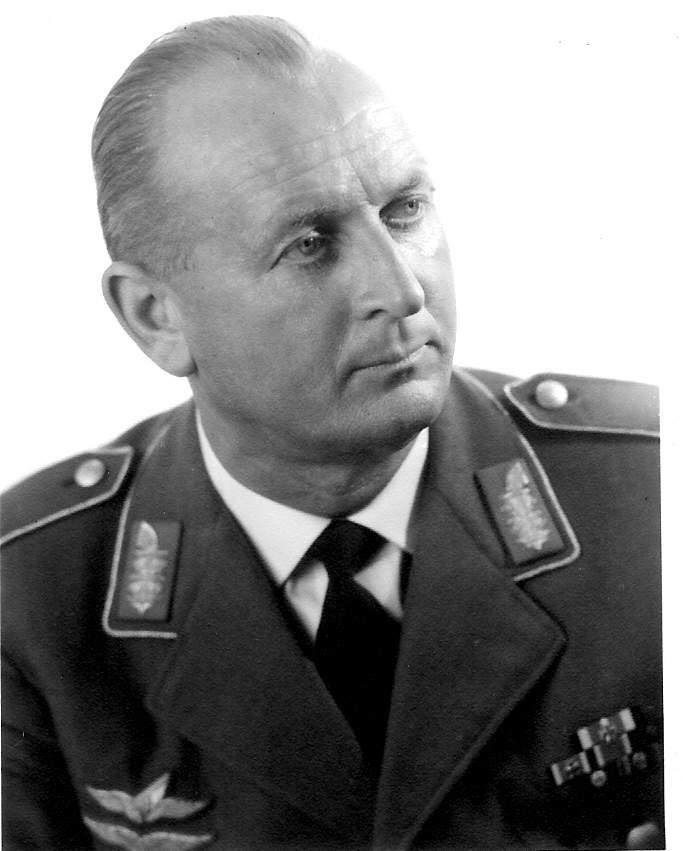
Bern von Baer (1911–1981)

- Baer, Bernhard Joseph (1799–1864), deutscher Antiquar und Buchhändler
- Baer, Berthold (1867–1924), deutscher Mediziner, Schriftsteller und Übersetzer
- Baer, Bruno, finnischer Schauspieler
- Baer, Buddy (1915–1986), US-amerikanischer Schwergewichtsboxer
- Baer, Carl (1833–1896), deutscher Jurist und Politiker, MdR
- Baer, Christian Ludwig von (* 1699), preußischer Jurist
- Baer, Christian Maximilian (1853–1911), deutscher Stillleben-, Historien- und Genremaler
- Baer, Daniel (* 1977), US-amerikanischer Diplomat
- Baer, Detlef (* 1955), deutscher Politiker (SPD), MdL
- Baer, Édouard (* 1966), französischer SchauspielerÉdouard Baer (* 1966)

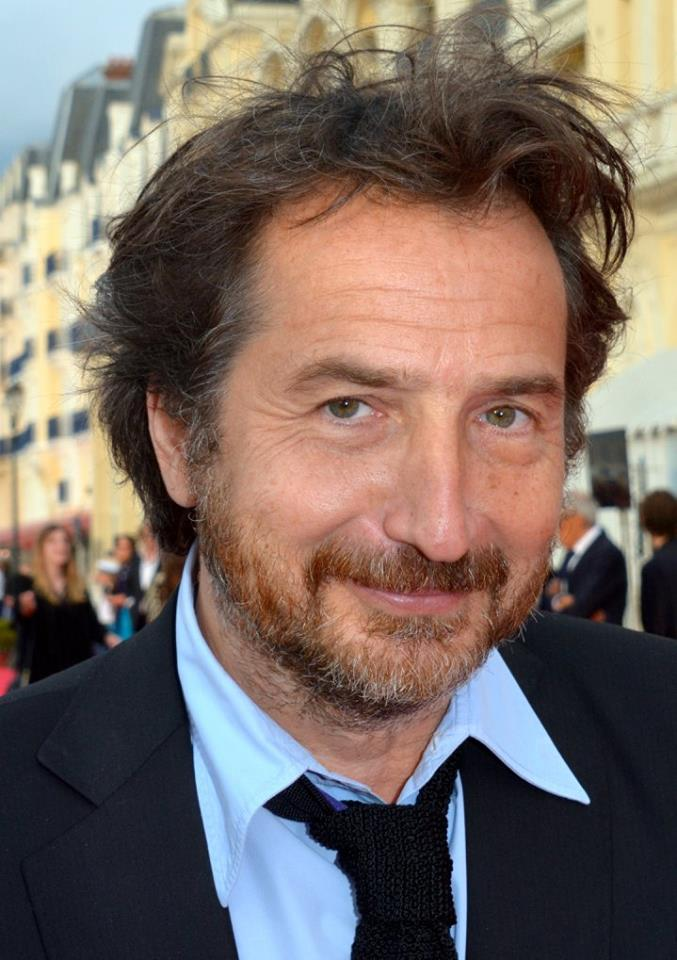
Édouard Baer (* 1966)

- Baer, Edwin (1879–1949), Schweizer Unternehmer
- Baer, Edwin (1881–1965), deutscher Antiquar und Buchhändler
- Baer, Elisabeth de, niederländische Schauspielerin
- Baer, Ena von (* 1974), chilenische Politikerin
- Baer, Erich (1901–1975), deutsch-kanadischer Chemiker
- Baer, Franz (1850–1891), deutscher Architekt und Baubeamter
- Baer, Frederik Johan van (1645–1713), niederländischer Militärführer
- Baer, Fritz (1850–1919), deutscher Maler
- Baer, Fritz (1901–1993), deutscher Jurist
- Baer, Gabriel (1919–1982), israelischer Sozialhistoriker
- Baer, George A. (1903–1994), Schweizer Grafiker und Buchbinder
- Baer, George junior (1763–1834), US-amerikanischer Politiker
- Baer, Gertrud (1890–1981), deutsche Frauenrechtlerin und Friedensaktivistin
- Baer, Gottfried Wilhelm (1811–1873), deutscher Orgelbauer
- Baer, Günter (1923–2012), deutscher Brigadegeneral der Bundeswehr
- Baer, Hanania (* 1943), israelischer Kameramann und Regisseur
- Baer, Harry (* 1947), deutscher Schauspieler, Produzent und Autor
- Baer, Heinz-Werner (1927–2009), deutscher Pädagoge und Naturwissenschaftler
- Baer, Herbert (1881–1954), deutscher Maschinenbau-Ingenieur und Hochschullehrer
- Baer, Hermann Joseph (1811–1881), deutscher Antiquar und Buchhändler
- Baer, Jean (1923–1992), US-amerikanische Journalistin und Autorin
- Baer, Jean Georges (1902–1975), Schweizer Naturforscher
- Baer, Jo (1929–2025), US-amerikanische Malerin und Grafikerin
- Baer, Johann Magnus von (1765–1825), deutschbaltischer Politiker
- Baer, John (1923–2006), US-amerikanischer Schauspieler
- Baer, John Miller (1886–1970), US-amerikanischer Politiker
- Baer, Joseph (1767–1851), deutscher Antiquar und Buchhändler
- Baer, Julius (1876–1941), deutscher Internist
- Baer, Karl Ernst von (1792–1876), deutsch-baltischer Naturforscher
- Baer, Karl M. (1885–1956), deutsch-israelischer Schriftsteller und Zionist
- Baer, Leo (1880–1948), deutscher Antiquar und Kunsthistoriker
- Baer, Leopold Joseph (1805–1861), deutscher Antiquar und Buchhändler
- Baer, Mama (* 1981), deutsche Künstlerin
- Baer, Marie von (1866–1929), deutsche Schriftstellerin
- Baer, Max (1909–1959), US-amerikanischer Boxweltmeister im SchwergewichtMax Baer (1909–1959)
- Baer, Monika (* 1964), deutsche Malerin

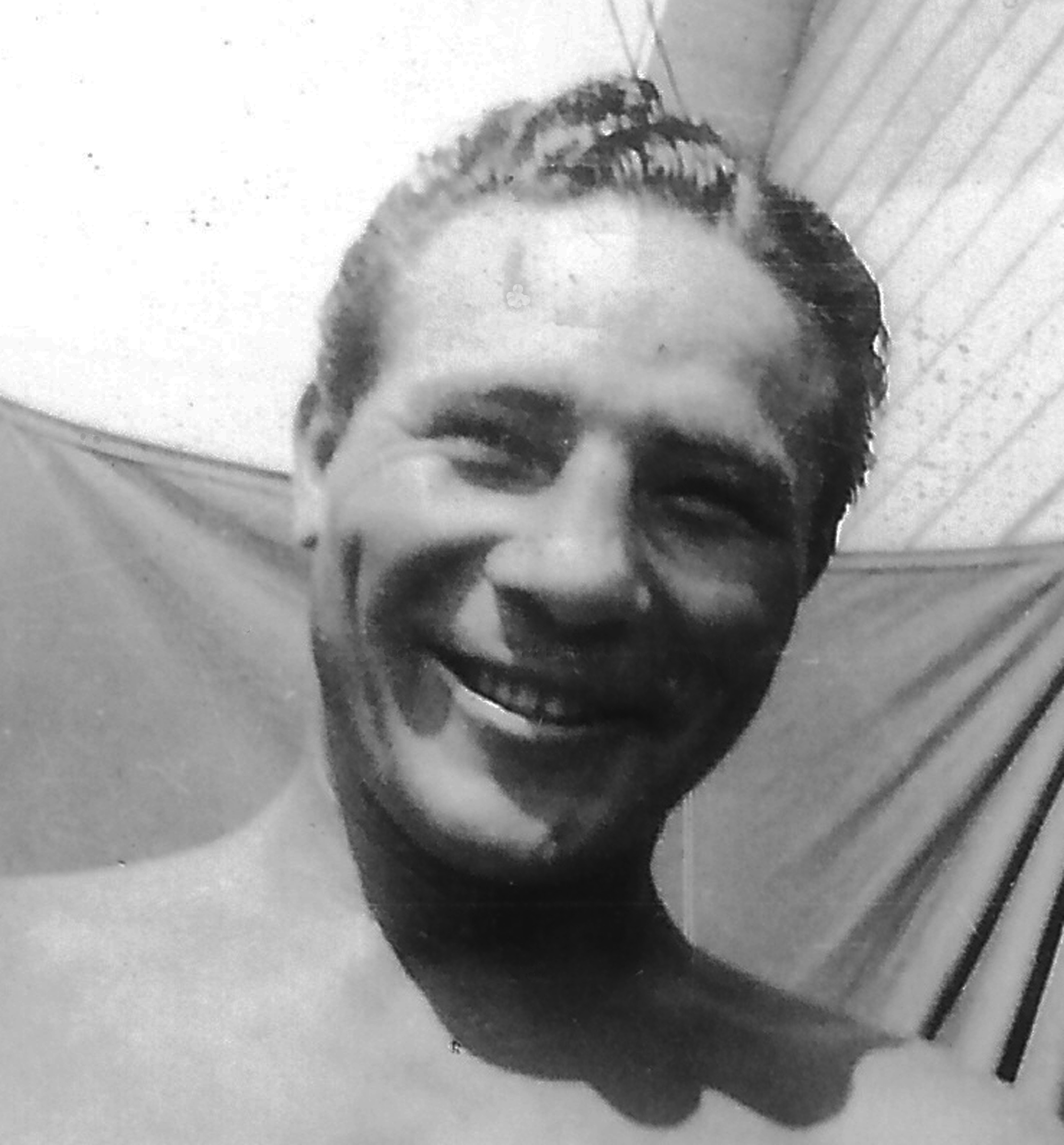
Max Baer (1909–1959)

- Baer, Moritz (* 1997), deutscher Skispringer
- Baer, Oswald (1847–1937), deutscher Mediziner und Heimatforscher
- Baer, Oswald (1906–1941), österreichischer Maler der Neuen Sachlichkeit
- Baer, Otto (1880–1947), deutscher Unternehmer
- Baer, Otto (1881–1966), deutscher Kommunalpolitiker (SPD) und Oberbürgermeister von Magdeburg
- Baer, Parley (1914–2002), US-amerikanischer Schauspieler, Synchronsprecher und Radiomoderator
- Baer, Paul (1882–1957), deutscher Verwaltungsbeamter
- Baer, Paul Frank (1896–1930), US-amerikanischer Pilot
- Baer, Polyxenia von (1904–1983), deutsch-russische Übersetzerin
- Baer, Ralph (1922–2014), deutschamerikanischer Spieleentwickler
- Baer, Rebekka, finnische Schauspielerin
- Baer, Reinhold (1902–1979), deutscher Mathematiker
- Baer, Richard (1911–1963), deutscher SS-Führer sowie Lagerkommandant im KZ Auschwitz und MittelbauRichard Baer (1911–1963)

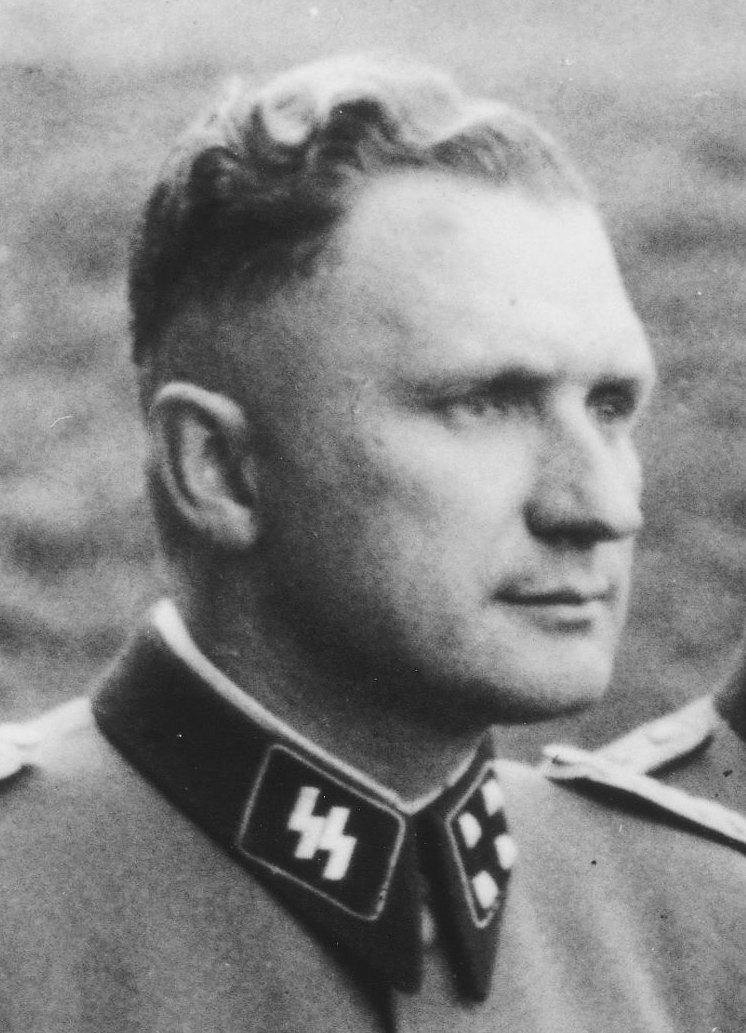
Richard Baer (1911–1963)

- Baer, Robert (* 1952), US-amerikanischer CIA-Mitarbeiter und Autor
- Baer, Robert Alexander (* 1994), deutsch-rumänischer Filmschauspieler
- Baer, Ruben (1939–1944), jüdischer Junge, der im KZ Auschwitz-Birkenau ermordet wurde
- Baer, Seligmann (1825–1897), deutscher jüdischer Gelehrter und Masora-Spezialist
- Baer, Simon Leopold (1845–1919), deutscher Antiquar und Buchhändler
- Baer, Susanne (* 1964), deutsche Rechtswissenschaftlerin, Richterin des Bundesverfassungsgerichts
- Baer, Udo (* 1949), deutscher Pädagoge
- Bäer, Ulli (* 1955), österreichischer Popsänger und Gitarrist
- Baer, Ulrich (* 1945), deutscher Pädagoge und Spieleerfinder
- Baer, Ulrich C. (* 1966), deutscher Literaturwissenschaftler
- Baer, Volker (1930–2016), deutscher Journalist und Publizist
- Baer, Werner (1914–1992), deutsch-australischer Musiker
- Baer, Werner (1931–2016), US-amerikanischer Ökonom
- Baer, Willi (* 1951), deutscher Journalist, Filmkaufmann und Filmproduzent
- Baer, William Gustav (1867–1934), deutscher Ornithologe und Entomologe
- Baer, William Jacob (1860–1941), US-amerikanischer Miniatur-, Genre- und Porträtmaler
- Baer, Winfried (1933–2011), deutscher Kunsthistoriker
- Baer, Yitzhak (1888–1980), israelisch-deutscher Historiker und Autor
- Baer-von Mathes, Carola (1857–1940), österreichische Malerin
- Baeran, Alois (1872–1936), deutscher Jurist und Politiker
- Baerbock, Annalena (* 1980), deutsche Politikerin (Bündnis 90/Die Grünen), MdBAnnalena Baerbock (* 1980)

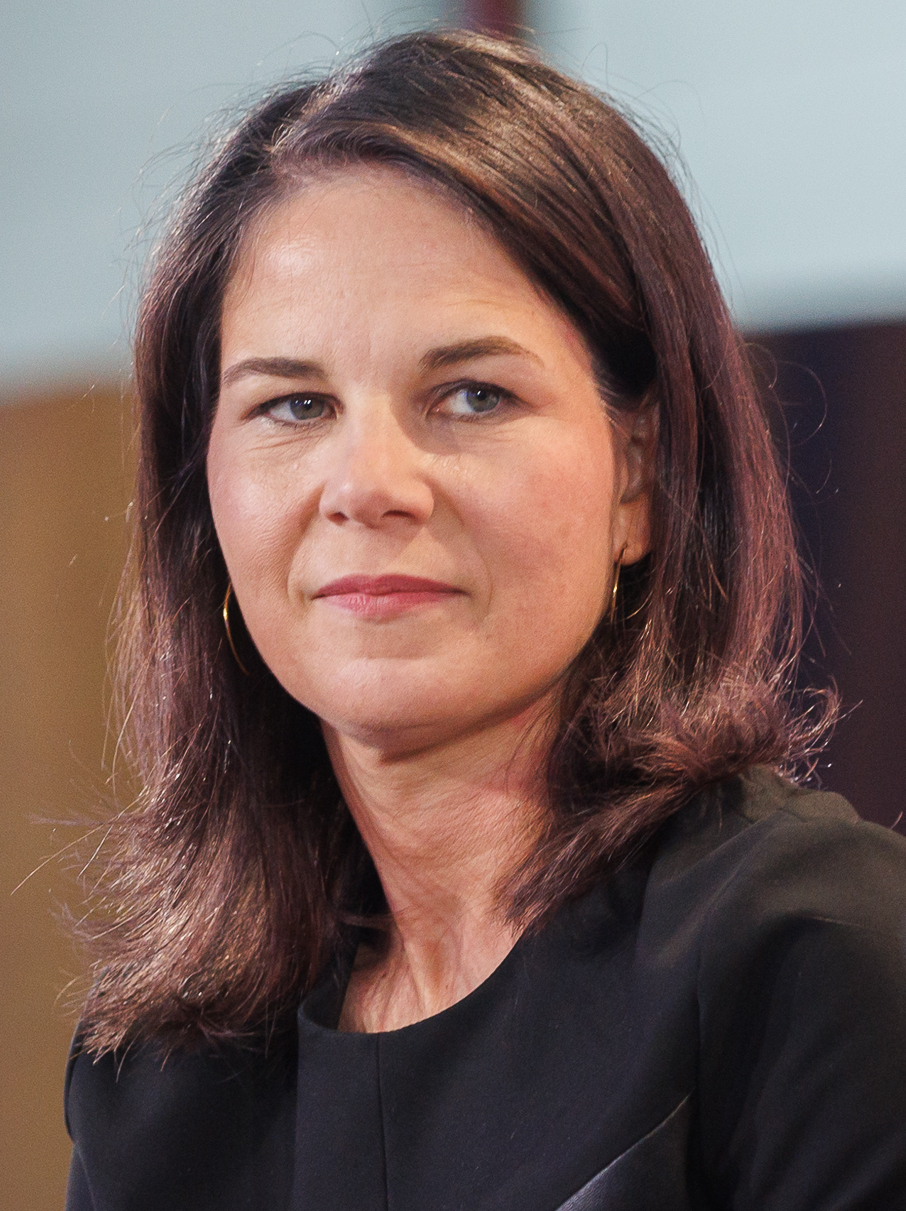
Annalena Baerbock (* 1980)

- Baerecke, Hermann (1861–1929), deutscher Verwaltungsjurist
- Baerecke, Max (1873–1960), deutscher Politiker (DNVP)
- Baerends, Evert Jan (* 1945), niederländischer theoretischer Chemiker (Quantenchemie)
- Baerends, Gerard (1916–1999), niederländischer Ethologe
- Baerenfels, Adolf von (1840–1920), deutscher Reichsgerichtsrat
- Baerenfels, Moritz von (1804–1859), preußischer Beamter und Abgeordneter (MdA)
- Baerensprung, Carl von (1775–1842), preußischer Beamter
- Baerensprung, Curt (1851–1896), deutscher Militärarzt
- Baerensprung, Edmund von (1816–1868), preußischer Landrat, MdPrA und Polizeipräsident
- Baerensprung, Horst W. (1893–1952), deutscher Rechtsanwalt, Landrat in Nordhausen und Polizeipräsident von Braunschweig
- Baerensprung, Johann Georg Wilhelm (1741–1803), preußischer Beamter
- Bærentsen, Christian (1862–1944), Gouverneur der Färöer
- Bærentzen, Emil (1799–1868), dänischer Porträtmaler
- Baerg, Brendon (* 1998), US-amerikanischer Filmschauspieler und Synchronsprecher
- Baerg, Cameron (* 1972), kanadischer Ruderer
- Baerhausen, Günter (* 1969), deutscher Fußballspieler
- Baeriswyl, Armand (* 1962), Schweizer Mittelalterarchäologe und Historiker
- Baeriswyl, Bruno (1941–1996), Schweizer abstrakter Maler, Bildhauer und Lithograf der Lyrischen Abstraktion
- Baeriswyl, Dionys (1944–2023), Schweizer theoretischer Physiker
- Baeriswyl, Pascale (* 1968), Schweizer Diplomatin
- Baerle, Caspar van (1584–1648), niederländischer Schriftsteller und Dichter
- Baerle, Markus van (1930–1987), Schweizer Politiker (FDP)
- Baerle, Suzanna van († 1637), niederländische Dichtermuse
- Baerlocher, Charles (1881–1954), Schweizer Jurist und Unternehmer
- Baerlocher, René Jacques (1931–2006), Schweizer Jurist und Anwalt
- Baermann, Carl (1782–1842), deutscher Fagottist
- Baermann, Carl (1811–1885), deutscher Klarinettist
- Baermann, Carl (1839–1913), deutschamerikanischer Pianist und Musikpädagoge
- Baermann, Heinrich Joseph (1784–1847), deutscher Klarinettist
- Baernreither, Franziska (1857–1927), österreichische Malerin und Schriftstellerin
- Baernreither, Joseph Maria (1845–1925), österreichischer Politiker
- Baerns, Barbara (* 1939), deutsche Kommunikationswissenschaftlerin
- Baerns, Manfred (1934–2021), deutscher Chemiker
- Baerns, Werner (1896–1984), deutscher Jurist
- Baernstein, Albert II (1941–2014), US-amerikanischer Mathematiker
- Baerow, Ingo (1931–2023), deutscher Film- und Theaterschauspieler sowie Synchronsprecher
- Baers, Joannes, niederländischer Maler
- Baers, Michael (* 1968), Künstler und Schriftsteller
- Baerst, Michael (1856–1923), deutscher Landwirt und Landtagsabgeordneter
- Baert, Dirk (* 1949), belgischer Radrennfahrer
- Baert, Ernest (1860–1894), belgischer Soldat, Forschungsreisender und Kolonialadministrator
- Baert, Louis (1903–1979), belgischer Fußballschiedsrichter und -funktionär
- Baert, Nicolas (* 2001), belgischer Automobilrennfahrer
- Bærtling, Olle (1911–1981), schwedischer Maler und Bildhauer
- Baertsoen, Albert (1866–1922), belgischer Impressionist
- Baerveldt-Haver, Josephine (1868–1945), niederländische Lehrerin, Feministin und Aktivistin für das Frauenwahlrecht
- Baerwald, Alexander (1877–1930), deutscher Architekt und Maler
- Baerwald, Hans (1880–1946), deutscher Hochschullehrer für Physik
- Baerwald, Ilse (* 1903), deutsche Schauspielerin
- Baerwald, Leo (1883–1970), deutsch-böhmischer Rabbiner und Autor
- Baerwald, Moritz (1860–1919), deutscher Politiker
- Baerwald, Paul (1871–1961), deutsch-jüdischer Investmentbanker, Mitbegründer des Joint Distribution Committees
- Baerwald, Pierre Frédéric Charles (1797–1871), Apotheker und Berliner Kommunalpolitiker
- Baerwald, Richard (1867–1929), deutscher Psychologe
- Baerwald, Robert (1858–1896), deutscher Bildhauer
- Baerwart, Theobald (1872–1942), Schweizer Mundartdichter
- Baerwind, Christoph (* 1966), deutscher Trompeter
- Baerwind, Rudi (1910–1982), deutscher Maler
- Baerwolff, Walther (1896–1969), deutscher Lehrer und Politiker (DNVP), MdR
- Baerze, Jacques de, niederländischer Bildhauer

### Baes
- Baes, Edgar Alfred (1837–1909), belgischer Maler, Radierer, Kunsthistoriker und Schriftsteller
- Baes, Firmin (1874–1943), belgischer Maler, Pastellkünstler, Zeichner und Plakatkünstler
- Baes, Franciscus (1615–1670), niederländischer Jesuit
- Baeschlin, Fritz (1881–1961), Schweizer Geodät und Ingenieur
- Baese, Johann (* 1790), Maler, Kopist und Kunstsammler
- Baesecke, Georg (1876–1951), deutscher Hochschullehrer, germanistischer Mediävist
- Baeseler, Horst (1930–2004), deutscher Architekt und Landschaftsplaner
- Baesens, Auguste-Emile-Marie-Jean-Armand (1879–1957), belgischer Generalleutnant
- Baesler, Andreas (* 1960), deutscher Musiktheater- und Schauspielregisseur
- Baesler, Scotty (* 1941), US-amerikanischer Politiker
- Baess, Klaus (1924–2018), dänischer Segler
- Baeß, Sabine (* 1961), deutsche Eiskunstläuferin
- Baessler, Arthur (1857–1907), deutscher Anthropologe und Forschungsreisender
- Baeßler, Bettina (* 1983), deutsche Radiologin und Hochschullehrerin
- Baeßler, Fritz (1884–1945), deutscher Amtshauptmann
- Baeßler, Johannes (1892–1944), deutscher Offizier der Wehrmacht im Zweiten Weltkrieg
- Baeßler, Rudolf (1862–1932), sächsischer Generalleutnant
- Baessler, Wilhelm (1878–1975), deutscher Hotelier und Politiker (CDU), MdL
- Baestaens, Vincent (* 1989), belgischer Cyclocrossfahrer

### Baet
- Baëta, Christian (1908–1994), ghanaischer presbyterianischer Theologe und ÖRK-Abteilungsleiter
- Baeten Gronda, Paul (* 1981), belgischer Journalist und Schriftsteller
- Baeten, André (* 1974), deutscher Maschinenbauingenieur
- Baeten, Lieve (1954–2001), belgische Kinderbuchautorin und Illustratorin
- Baeten, Stijn (* 1994), belgischer Mittelstreckenläufer
- Baeten, Thibo (* 2002), belgischer Fußballspieler
- Baetens, Andy (* 1989), belgischer Dartspieler
- Baetens, Bob (1930–2016), belgischer Ruderer
- Baetens, Veerle (* 1978), belgische SchauspielerinVeerle Baetens (* 1978)

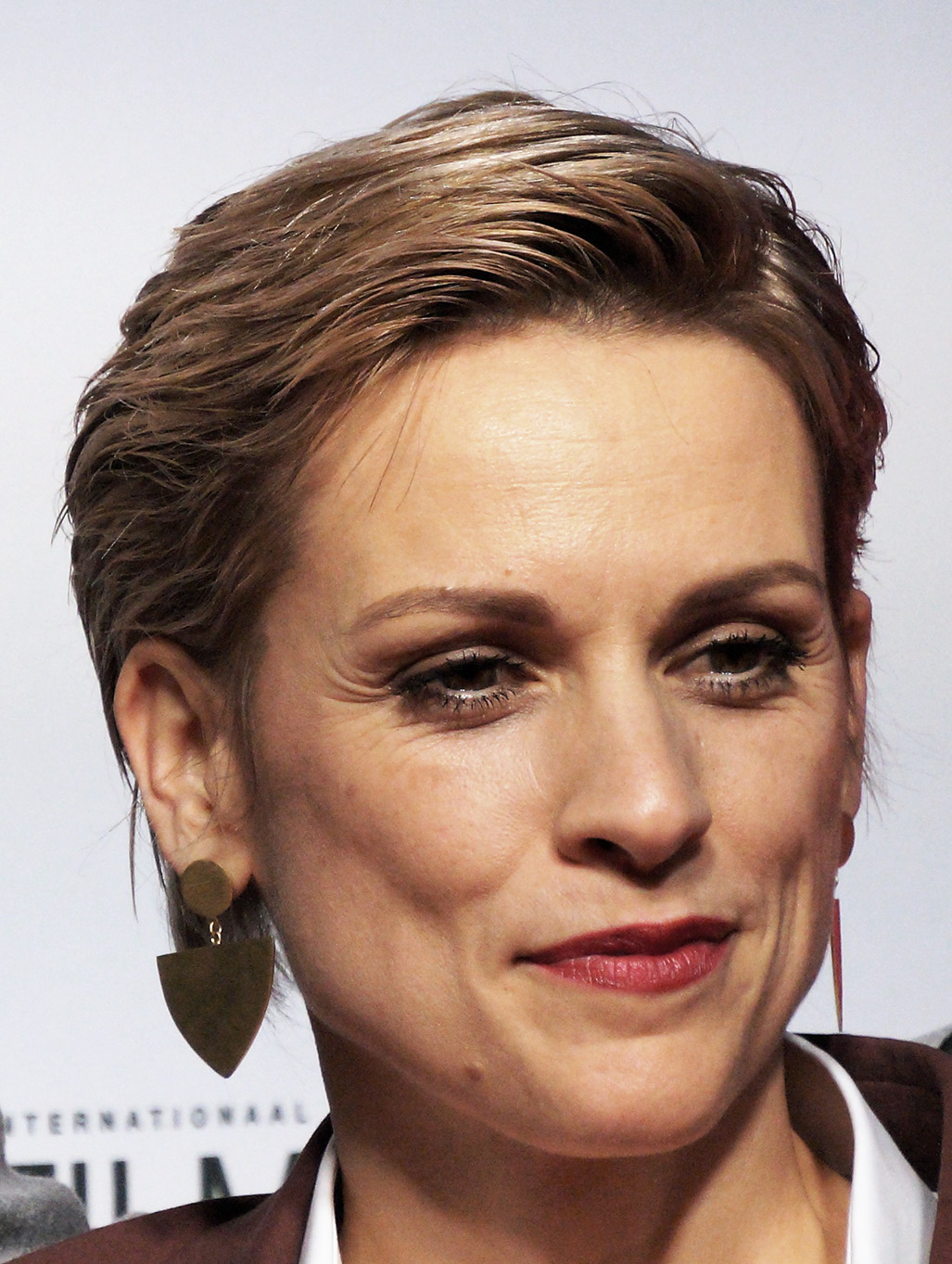
Veerle Baetens (* 1978)

- Baetge, Hans-Heinrich (1896–1990), deutscher Bodenkundler und Hochschullehrer
- Baetge, Jörg (* 1937), deutscher Ökonom, Professor für Betriebswirtschaftslehre
- Baetge, Karl-Heinz (1929–2000), deutscher Politiker (FDP)
- Baethcke, Hermann (1848–1941), deutscher Lehrer und Politiker
- Baethcke, Paul (1850–1936), evangelischer Pfarrer und Heimatforscher
- Baethge, Martin (1939–2018), deutscher Soziologe
- Baethgen, Friedrich (1849–1905), deutscher Alttestamentler und Altorientalist
- Baethgen, Friedrich (1890–1972), deutscher Historiker
- Baethke, Paul (1895–1953), deutscher Sanitätsoffizier, zuletzt Generalarzt im Zweiten Weltkrieg
- Baetke, Walter (1884–1978), deutscher Germanist, Skandinavist und Religionswissenschaftler
- Baettig, Dominique (* 1953), Schweizer Politiker (SVP)
- Baetz, Brigitte (* 1964), deutsche Hörfunkjournalistin
- Baetz, Konrad (* 1877), deutscher Ingenieur, Erfinder und Hochschullehrer
- Baetzgen, Rudolf (1905–1993), deutscher Ministerialbeamter
- Baetzner, Philipp (1897–1961), deutscher Politiker (NSDAP), MdR

### Baeu
- Baeuchle, Hans-Joachim (1922–2007), deutscher Politiker (SPD), MdB
- Baeuerle, Patrick A. (* 1957), deutscher Molekularbiologe und Honorarprofessor für Immunologie an der Universität München (LMU)
- Baeumer, Erich (1897–1972), deutscher Landarzt und Verhaltensforscher
- Baeumer, Kord (1926–1998), deutscher Pflanzenbauwissenschaftler
- Baeumker, Adolf (1891–1976), deutscher Luftfahrtforscher
- Baeumker, Clemens (1853–1924), deutscher katholischer Philosoph und Philosophiehistoriker
- Baeumker, Franz (1884–1975), deutscher katholischer Geistlicher, Bibliothekar und Kirchenhistoriker
- Baeumler, Alfred (1887–1968), deutscher Philosoph und Pädagoge
- Baeumler, Christian (1836–1933), deutscher Mediziner und Direktor der medizinischen Klinik in Freiburg im Breisgau
- Baeumler, Ernst (1827–1888), deutscher Bergbeamter

### Baev
- Baevsky, Dmitry (* 1976), russischer Jazz-Saxophonist des Hardbop

### Baew
- Baew, Baju (* 1941), bulgarischer Ringer
- Baew, Georgi (1924–2007), bulgarischer Maler

### Baey
- Baey, Yam Keng (* 1970), singapurischer Politiker
- Baeyens, André (* 1946), belgischer Bogenschütze
- Baeyer, Adolf von (1835–1917), deutscher Chemiker und NobelpreisträgerAdolf von Baeyer (1835–1917)

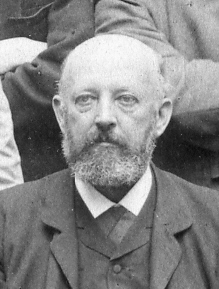
Adolf von Baeyer (1835–1917)

- Baeyer, Hans Ritter von (1875–1941), deutscher Orthopäde
- Baeyer, Johann Jacob (1794–1885), preußischer Offizier, Geodät und Geograph
- Baeyer, Otto von (1877–1946), deutscher Physiker und Hochschullehrer
- Baeyer, Walter Ritter von (1904–1987), deutscher Psychiater, Hochschullehrer und Vizepräsident des Weltverbandes für Psychiatrie

### Baez
- Báez Carvajal, Carlos (* 1995), kolumbianischer Schauspieler
- Báez Finol, Nazyl (* 1932), venezolanische Komponistin, Dirigentin und Musikpädagogin
- Báez Ortega, Silvio José (* 1958), nicaraguanischer Ordensgeistlicher, Weihbischof in Managua
- Baez, Albert (1912–2007), US-amerikanischer Physiker
- Báez, Ana María (* 1941), argentinische Wirbeltier-Paläontologin
- Báez, Ángel (1894–1920), chilenischer Fußballspieler
- Báez, Arturo, mexikanischer Fußballtorhüter
- Báez, Buenaventura (1812–1884), fünfmaliger Präsident der Dominikanischen Republik
- Baez, Dave (* 1971), US-amerikanischer Schauspieler
- Báez, Enrique (* 1966), uruguayischer Fußballspieler
- Báez, Fernando (* 1947), venezolanischer Bibliothekswissenschaftler, Schriftsteller, Übersetzer und politischer Aktivist
- Báez, Firelei (* 1981), dominikanische Künstlerin
- Báez, Giovanny (* 1981), kolumbianischer Radrennfahrer
- Báez, Guillermo (* 1909), chilenischer Fußballspieler
- Báez, Jaime (* 1995), uruguayischer Fußballspieler
- Baez, Joan (* 1941), US-amerikanische Folk-Sängerin, Bürgerrechtlerin und PazifistinJoan Baez (* 1941)

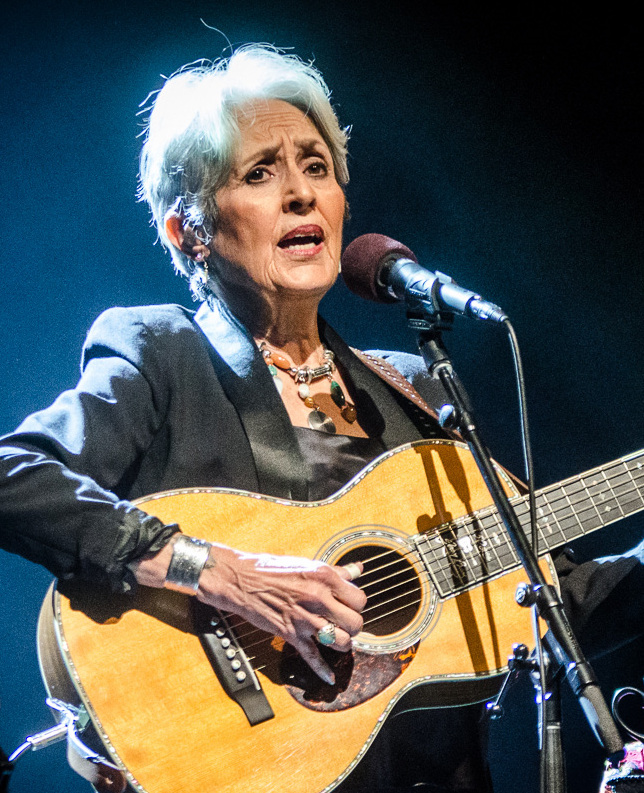
Joan Baez (* 1941)

- Baez, John (* 1961), US-amerikanischer mathematischer Physiker
- Báez, Josué (* 2002), dominikanischer Fußballspieler
- Báez, Juan (1935–2022), puerto-ricanischer Basketballspieler
- Báez, Lázaro (* 1956), argentinischer Bauunternehmer
- Báez, Melanio (* 1931), paraguayischer Fußballspieler
- Báez, Ramón (1858–1929), dominikanischer Politiker und Präsident
- Báez, Richart (* 1973), paraguayischer Fußballtorhüter
- Báez, Rodrigo (* 1994), paraguayischer Fußballspieler
- Báez, Sebastián (* 2000), argentinischer Tennisspieler
- Báez, Telésforo (1897–1946), chilenischer Fußballspieler
- Baez, Victoria, argentinische Biathletin
- Báez, Walt (* 1978), uruguayischer Fußballspieler
- Báez, Xavier (* 1987), mexikanischer Fußballspieler
- Baeza Michelsen, Ernesto (* 1916), chilenischer Generalmajor
- Baeza, Alberto (* 1938), mexikanischer Fußballspieler
- Baeza, Claudio (* 1993), chilenischer Fußballspieler
- Baeza, Elgar (1939–2020), uruguayischer Fußballspieler
- Baeza, Gaspar de (1540–1569), Jurist und Schriftsteller
- Baeza, Héctor, chilenischer Fußballspieler
- Baeza, Jaime (* 1962), chilenischer Fußballspieler
- Baeza, Jean (1942–2011), französischer Fußballspieler
- Baeza, Lautaro (* 1990), argentinischer Fußballspieler
- Baeza, Manuel (* 1956), chilenischer Fußballspieler
- Baeza, Mario (1916–1993), chilenischer Fußballspieler
- Baeza, Miguel (* 2000), spanischer Fußballspieler
- Baeza, Paloma (* 1975), britische Filmschauspielerin
- Baezner, Elke (* 1945), deutsch-schweizerische Menschenrechtlerin, Präsidentin der Deutschen Gesellschaft für Humanes Sterben (DGHS)
- Baezner, Esther (1883–1948), Schweizer Komponist und Musikkritikerin